# ジョン・ラナン
ジョン・エドワード・ラナン（John Edward Lannan, 1984年9月27日 - ）は、アメリカ合衆国ニューヨーク州ナッソー郡ロングビーチ出身の元プロ野球選手（投手）。左投左打。

## 経歴

### ナショナルズ時代
2005年のMLBドラフト11巡目（全体324位）でワシントン・ナショナルズから指名され、プロ入り。
2007年にA+級ポトマック・ナショナルズ、AA級ハリスバーグ・セネターズ、AAA級コロンバス・クリッパーズの3つの階級で12勝3敗・防御率2.31を記録し、ナショナルズ傘下の最優秀投手に選出された。7月26日にメジャー初昇格し、同日の対フィラデルフィア・フィリーズ戦でメジャーデビューを果たしたが、5回にチェイス・アトリーとライアン・ハワードに連続死球を与え、危険球退場となった。デビュー戦での退場は1997年のアーロン・ブーン以来。8月26日にAAA級コロンバスへ降格し、メジャー1年目を6試合の先発登板で2勝2敗・防御率4.15・10奪三振の成績で終えた。
2008年は、開幕をAAA級コロンバスで迎えたが、4月5日にチャド・コルデロの故障者リスト入りに伴い、メジャー昇格。ローテーション入りを果たしたラナンは、31試合の登板で9勝15敗と負け越したが、21QSは新人選手として両リーグ最多、1986年以降の新人選手では5位タイとなった。
2009年は開幕投手を務めた。
2011年はチームで唯一の二桁勝利（10勝）を記録。
2012年はジオ・ゴンザレスの加入などで先発陣が充実したため長らくマイナーに留まっていたが、スティーブン・ストラスバーグが投球回数制限で登板を終えてからは、その代役としてメジャーに昇格した。シーズン終了後の11月30日にFAとなった。

### フィリーズ時代
2012年12月18日に年俸250万ドル、出来高250万ドルの1年契約でフィリーズと合意した。
2013年は14試合に先発登板して3勝6敗・防御率5.33・38奪三振の成績を残した。10月17日にFAとなった。

### メッツ時代
2014年1月18日にニューヨーク・メッツとマイナー契約を結んだ。3月27日にメッツとメジャー契約を結び、開幕ロースター入りした。開幕後は5試合に登板したが、4月16日に40人枠を外れ、傘下のAAA級ラスベガス・フィフティワンズへ降格した。オフの10月にFAとなった。

### メッツ退団後
2014年11月18日にコロラド・ロッキーズとマイナー契約を結ぶ。
2015年は傘下のAAA級アルバカーキ・アイソトープスでプレーし、26試合（先発25試合）に登板して6勝10敗・防御率5.39・83奪三振の成績を残した。オフの11月7日にFAとなった。12月16日にカンザスシティ・ロイヤルズとマイナー契約を結んだ。
2016年は傘下のAAA級オマハ・ストームチェイサーズでプレーし、25試合（先発19試合）に登板して7勝8敗・防御率5.24・55奪三振の成績を残した。オフの11月7日にFAとなった。
2017年3月1日にプロ入り時の古巣であるナショナルズとマイナー契約を結んだ。6月8日に解雇となり、6月19日に独立リーグ・アトランティックリーグのロングアイランド・ダックスと契約。8月13日に現役引退を表明した。

## 詳細情報

### 年度別投手成績
| 年 度     | 球 団     | 登 板 | 先 発 | 完 投 | 完 封 | 無 四 球 | 勝 利 | 敗 戦 | セ 丨 ブ | ホ 丨 ル ド | 勝 率 | 打 者 | 投 球 回 | 被 安 打 | 被 本 塁 打 | 与 四 球 | 敬 遠 | 与 死 球 | 奪 三 振 | 暴 投 | ボ 丨 ク | 失 点 | 自 責 点 | 防 御 率 | W H I P |
| --------- | --------- | ----- | ----- | ----- | ----- | -------- | ----- | ----- | -------- | ----------- | ----- | ----- | -------- | -------- | ----------- | -------- | ----- | -------- | -------- | ----- | -------- | ----- | -------- | -------- | ------- |
| 2007      | WSH       | 6     | 6     | 0     | 0     | 0        | 2     | 2     | 0        | 0           | .500  | 153   | 34.2     | 36       | 3           | 17       | 1     | 2        | 10       | 1     | 0        | 17    | 16       | 4.15     | 1.53    |
| 2008      | WSH       | 31    | 31    | 0     | 0     | 0        | 9     | 15    | 0        | 0           | .375  | 779   | 182.0    | 172      | 23          | 72       | 1     | 7        | 117      | 6     | 2        | 89    | 79       | 3.91     | 1.34    |
| 2009      | WSH       | 33    | 33    | 2     | 1     | 1        | 9     | 13    | 0        | 0           | .409  | 875   | 206.1    | 210      | 22          | 68       | 5     | 6        | 89       | 3     | 0        | 100   | 89       | 3.88     | 1.35    |
| 2010      | WSH       | 25    | 25    | 0     | 0     | 0        | 8     | 8     | 0        | 0           | .500  | 643   | 143.1    | 175      | 14          | 49       | 3     | 4        | 71       | 1     | 0        | 82    | 74       | 4.65     | 1.56    |
| 2011      | WSH       | 33    | 33    | 0     | 0     | 0        | 10    | 13    | 0        | 0           | .435  | 808   | 184.2    | 194      | 15          | 76       | 3     | 7        | 106      | 4     | 0        | 90    | 76       | 3.70     | 1.46    |
| 2012      | WSH       | 6     | 6     | 0     | 0     | 0        | 4     | 1     | 0        | 0           | .800  | 144   | 32.2     | 33       | 0           | 14       | 1     | 4        | 17       | 1     | 0        | 15    | 15       | 4.13     | 1.44    |
| 2013      | PHI       | 14    | 14    | 0     | 0     | 0        | 3     | 6     | 0        | 0           | .333  | 332   | 74.1     | 86       | 6           | 27       | 1     | 5        | 38       | 2     | 0        | 48    | 44       | 5.33     | 1.52    |
| 2014      | NYM       | 5     | 0     | 0     | 0     | 0        | 1     | 0     | 0        | 1           | 1.000 | 21    | 4.0      | 7        | 3           | 2        | 0     | 0        | 2        | 1     | 0        | 7     | 7        | 15.75    | 2.25    |
| 通算：8年 | 通算：8年 | 153   | 148   | 2     | 1     | 1        | 46    | 58    | 0        | 1           | .442  | 3755  | 862.0    | 913      | 86          | 325      | 15    | 35       | 450      | 19    | 2        | 448   | 400      | 4.18     | 1.44    |

- 2016年度シーズン終了時

### 背番号
- 26（2007年）
- 31（2008年 - 2012年）
- 27（2013年）
- 32（2014年）